# François Claude de Bouillé
François Claude Amour, marqués de Bouillé (19 de noviembre de 1739 – 14 de noviembre de 1800) fue un general francés. Después de distinguirse en la Guerra de los Siete Años, fue nombrado gobernador de Guadalupe en 1768. Su hazaña militar más famosa tuvo lugar en las Indias Occidentales durante la Guerra de Independencia de los Estados Unidos, donde se implicó en la captura francesa de un número de posesiones británicas. Luego de esa guerra regresó a Francia, donde llevó a cabo órdenes militares en el nordeste del país en época de la Revolución francesa. Fue un comprometido Realista, principal conspirador implicado en el fallido escape de la familia real en 1791, cuyo fracaso forzó de Bouillé al exilio. Allí continuó activo en funciones consultivas a miembros de la Primera Coalición, oponiéndose a las fuerzas de la Francia Revolucionaria en los primeros años de las Guerras Revolucionarias Francesas. Muere exiliado en Londres, y es mencionado en el himno nacional francés, La Marsellesa, como un odiado realista.

## Primeros años
François Claude Amour, marqués de Bouillé nació en Chateau Cluzel en Saint-Èble (hoy en día Mazeyrat-d'Allier, Haute-Loire) el 19 de noviembre de 1739. Su madre murió poco después de su nacimiento y su padre murió pocos años más tarde. Fue criado por un tío paterno que era Primer Almoner del Rey Luis XV.  Fue educado en una escuela Jesuita y, a la edad de 16 años, su tío consiguió para él un lugar en una compañía de dragones del Ejército francés.

## Revolución francesa
En 1787 François de Bouillé fue nombrado gobernador de los Tres Obispados. Participó en 1787 y 1788 en las Asambleas de Notables convocado por el Rey Luis XVI en un intento de tratar el crítico estado financiero de Francia.
Luego de que la Revolución francesa empezara en 1789, el Marqués de Bouillé retuvo control de los Tres Obispados, y le fue dado también el mando militar en Alsacia y en el Franco Condado en 1790. Siendo un comprometido realista, jugó un papel decisivo para sofocar la rebelión en Metz y dirigió las fuerzas que polémicamente aplastaron un motín militar en el llamado "Affaire de Nancy" en agosto de 1790, en el que murieron dos soldados y civiles. A pesar de que la Asamblea Nacional aprobó sus acciones, los radicales fueron críticos de la severidad de su respuesta.

## Exilio
De Bouillé fue exiliado, primero viajando a Pillnitz, donde la difusión de sentimientos anti-realistas fue discutida por otros monarcas europeos. Cortejado por la realeza para posiciones en sus ejércitos, trató de mantenerse fiel a Luis, eventualmente sirvió como consultor militar al rey prusiano Federico Guillermo II en las primeras etapas de la Primera Coalición. Se unió a las campañas militares en 1793, y fue instado a tomar el mando de las fuerzas realistas en la Guerra de la Vendée, pero se negó, creyendo que en última instancia las fuerzas fracasarían en sus objetivos. Poco después de eso, se embarcó para Inglaterra, donde continuó para ayudar a los británicos en las actividades militares contra la Francia revolucionaria.
En 1797 de Bouillé publicó sus memorias, teniendo estas un gran éxito. Murió en Londres el 14 de noviembre del año 1800 y fue enterrado en el cementerio de la Antigua Iglesia de San Pancracio. En 1866, sus restos fueron inhumados en el cementerio de Montmartre en París.

## Legado
Durante sus años de exilio, el autor alemán Franz Alexander von Kleist dejó un croquis de carácter de Bouillé en su Fantasien auf einer Reise nach Prag (1792) después de verle con su hijo en una performance de la ópera "Don Giovanni" de Mozart Giovanni en el Teatro de Propiedades en Praga el 2 de septiembre de 1791. Kleist describió a De Bouillé como un hombre quebrado, atormentado con preocupaciones y remordimientos por las acciones que lo enviaron al exilio.
Tradicionalmente acreditado con la primera versión (1769) de las palabras de la canción del Caribe Adieu foulard, adieu Madras.